# Kolumbia a 2000. évi nyári olimpiai játékokon
Kolumbia az ausztráliai Sydneyben megrendezett 2000. évi nyári olimpiai játékok egyik részt vevő nemzete volt. Az országot az olimpián 13 sportágban 44 sportoló képviselte, akik összesen 1 érmet szereztek.

## Érmesek
| Érem  | Versenyző            | Sportág    | Versenyszám |
| ----- | -------------------- | ---------- | ----------- |
| Arany | María Isabel Urrutia | Súlyemelés | Női 75 kg   |

## Atlétika
Férfi
| Versenyző            | Versenyszám | Előfutam | Előfutam | Előfutam | Negyeddöntő | Negyeddöntő | Negyeddöntő | Elődöntő | Elődöntő | Elődöntő | Döntő         | Döntő         |
| Versenyző            | Versenyszám | Idő      | Hely.    | Össz.    | Idő         | Hely.       | Össz.       | Idő      | Hely.    | Össz.    | Idő           | Helyezés      |
| -------------------- | ----------- | -------- | -------- | -------- | ----------- | ----------- | ----------- | -------- | -------- | -------- | ------------- | ------------- |
| Jimmy Pino           | 200 m       | 21,42    | 6.       | 55.*     | kiesett     | kiesett     | kiesett     | kiesett  | kiesett  | kiesett  | kiesett       | kiesett       |
| José Alirio Carrasco | Maraton     |          |          |          |             |             |             |          |          |          | nem ért célba | nem ért célba |

| Versenyző   | Versenyszám | Selejtező | Selejtező | Döntő    | Döntő    |
| Versenyző   | Versenyszám | Eredmény  | Helyezés  | Eredmény | Helyezés |
| ----------- | ----------- | --------- | --------- | -------- | -------- |
| Gilmar Mayo | Magasugrás  | 220 cm    | 23.**     | kiesett  | kiesett  |

Női
| Versenyző                                                                  | Versenyszám     | Előfutam | Előfutam | Előfutam | Negyeddöntő | Negyeddöntő | Negyeddöntő | Elődöntő | Elődöntő | Elődöntő | Döntő   | Döntő    |
| Versenyző                                                                  | Versenyszám     | Idő      | Hely.    | Össz.    | Idő         | Hely.       | Össz.       | Idő      | Hely.    | Össz.    | Idő     | Helyezés |
| -------------------------------------------------------------------------- | --------------- | -------- | -------- | -------- | ----------- | ----------- | ----------- | -------- | -------- | -------- | ------- | -------- |
| Felipa Palacios                                                            | 200 m           | 23,08    | 2.       | 11.      | 23,19       | 4.          | 19.         | 23,11    | 4.       | 10.      | kiesett | kiesett  |
| Norma González                                                             | 400 m           | 53,34    | 5.       | 35.      | kiesett     | kiesett     | kiesett     | kiesett  | kiesett  | kiesett  | kiesett | kiesett  |
| Ingladini González                                                         | Maraton         |          |          |          |             |             |             |          |          |          | 2:47:26 | 40.      |
| Melissa Murillo Ximena Restrepo Mirtha Brock Felipa Palacios Digna Murillo | 4 × 100 m váltó | 44,08    | 5.       | 16.*     |             |             |             | 44,37    | 8.       | 16.      | kiesett | kiesett  |

| Versenyző   | Versenyszám   | Selejtező | Selejtező | Döntő    | Döntő    |
| Versenyző   | Versenyszám   | Eredmény  | Helyezés  | Eredmény | Helyezés |
| ----------- | ------------- | --------- | --------- | -------- | -------- |
| Sabina Moya | Gerelyhajítás | 49,16 m   | 34.       | kiesett  | kiesett  |

* - egy másik versenyzővel azonos eredményt ért el

** - két másik versenyzővel azonos eredményt ért el

## Birkózás
Szabadfogású
| Versenyző      | Versenyszám | Csoportkör                                                                                                  | Csoportkör | Negyeddöntő       | Elődöntő          | Bronz- mérkőzés   | Döntő             | Helyezés |
| Versenyző      | Versenyszám | Ellenfél Eredmény                                                                                           | Hely.      | Ellenfél Eredmény | Ellenfél Eredmény | Ellenfél Eredmény | Ellenfél Eredmény | Helyezés |
| -------------- | ----------- | --- | ---------- | ----------------- | ----------------- | ----------------- | ----------------- | -------- |
| Edison Hurtado | 69 kg       | 5. csoport · Arszen Gityinov (RUS) · 0-11 · Arajik Gevorgjan (ARM) · 0-10 · Nikólaosz Loizídisz (GRE) · 3-0 | 3.         | kiesett           | kiesett           | kiesett           | kiesett           | 14.      |

## Kerékpározás

### Hegyi-kerékpározás
| Versenyző              | Versenyszám        | Idő                    | Helyezés      |
| ---------------------- | ------------------ | ---------------------- | ------------- |
| Diego Garavito         | Férfi terepverseny | nem ért célba          | nem ért célba |
| Flor Marina Delgadillo | Női terepverseny   | 2:03:17,10 (+13:52,72) | 24.           |

### Országúti kerékpározás
Férfi
| Versenyző        | Versenyszám   | Idő                     | Helyezés      |
| ---------------- | ------------- | ----------------------- | ------------- |
| Ruber Marín      | Mezőnyverseny | 5:30:46 (+1:38)         | 31.           |
| Santiago Botero  | Mezőnyverseny | nem ért célba           | nem ért célba |
| Jhon García      | Mezőnyverseny | nem ért célba           | nem ért célba |
| Fredy González   | Mezőnyverseny | nem ért célba           | nem ért célba |
| Víctor Hugo Peña | Mezőnyverseny | nem ért célba           | nem ért célba |
| Víctor Hugo Peña | Időfutam      | 1:01:10,518 (+3:30,098) | 24.           |

### Pálya-kerékpározás
Üldözőversenyek
| Versenyző         | Versenyszám | Selejtező | Selejtező | Negyeddöntő  | Negyeddöntő | Elődöntő     | Elődöntő  | Döntő        | Döntő     | Döntő    |
| Versenyző         | Versenyszám | Idő       | Hely.     | Ellenfél Idő | Saját idő   | Ellenfél Idő | Saját idő | Ellenfél Idő | Saját idő | Helyezés |
| ----------------- | ----------- | --------- | --------- | ------------ | ----------- | ------------ | --------- | ------------ | --------- | -------- |
| María Luisa Calle | Női egyéni  | 3:44,395  | 12.       |              |             | kiesett      | kiesett   | kiesett      | kiesett   | kiesett  |

Pontversenyek
| Név               | Versenyszám       | Pont | Körhátrány | Helyezés |
| ----------------- | ----------------- | ---- | ---------- | -------- |
| Marlon Pérez      | Férfi pontverseny | 0    | -2         | 21.      |
| María Luisa Calle | Női pontverseny   | 2    | 0          | 11.      |

## Lovaglás
Díjugratás
| Versenyző     | Ló    | Versenyszám | Selejtező | Selejtező | Selejtező | Selejtező | Selejtező | Selejtező | Selejtező | Selejtező | Döntő  | Döntő  | Döntő  | Döntő  | Végeredmény | Végeredmény |
| Versenyző     | Ló    | Versenyszám | 1. kör    | 1. kör    | 2. kör    | 2. kör    | 2. kör    | 3. kör    | 3. kör    | 3. kör    | 1. kör | 1. kör | 2. kör | 2. kör | Végeredmény | Végeredmény |
| Versenyző     | Ló    | Versenyszám | Bünt.     | Hely.     | Bünt.     | Össz.     | Hely.     | Bünt.     | Össz.     | Hely.     | Bünt.  | Hely.  | Bünt.  | Hely.  | Bünt.       | Helyezés    |
| ------------- | ----- | ----------- | --------- | --------- | --------- | --------- | --------- | --------- | --------- | --------- | ------ | ------ | ------ | ------ | ----------- | ----------- |
| Manuel Torres | Marco | Egyéni      | 13,50     | 41.       | 4,00      | 17,50     | 28.       | 12,00     | 29,50     | 37.       | 12,00  | 20.    | 1,25   | 4.     | 13,25       | 14.         |

## Műugrás
Férfi
| Versenyző           | Versenyszám        | Selejtező | Selejtező | Elődöntő | Elődöntő | Döntő   | Döntő    |
| Versenyző           | Versenyszám        | Pont      | Helyezés  | Pont     | Helyezés | Pont    | Helyezés |
| ------------------- | ------------------ | --------- | --------- | -------- | -------- | ------- | -------- |
| Juan Guillermo Urán | Egyéni műugrás     | 308,10    | 41.       | kiesett  | kiesett  | kiesett | kiesett  |
| Juan Guillermo Urán | Egyéni toronyugrás | 333,93    | 27.       | kiesett  | kiesett  | kiesett | kiesett  |

Női
| Versenyző    | Versenyszám    | Selejtező | Selejtező | Elődöntő | Elődöntő | Döntő   | Döntő    |
| Versenyző    | Versenyszám    | Pont      | Helyezés  | Pont     | Helyezés | Pont    | Helyezés |
| ------------ | -------------- | --------- | --------- | -------- | -------- | ------- | -------- |
| Diana Pineda | Egyéni műugrás | 220,68    | 34.       | kiesett  | kiesett  | kiesett | kiesett  |

## Ökölvívás
| Versenyző          | Versenyszám | Selejtező                      | Nyolcaddöntő                    | Negyeddöntő       | Elődöntő          | Döntő             | Helyezés |
| Versenyző          | Versenyszám | Ellenfél Eredmény              | Ellenfél Eredmény               | Ellenfél Eredmény | Ellenfél Eredmény | Ellenfél Eredmény | Helyezés |
| ------------------ | ----------- | ------------------------------ | ------------------------------- | ----------------- | ----------------- | ----------------- | -------- |
| Andrés Ledesma     | Pehelysúly  | Szomrak Khamszing (THA) · 2-17 | kiesett                         | kiesett           | kiesett           | kiesett           | 17.      |
| José Leonardo Cruz | Könnyűsúly  | Giovanni Frontin (MRI) · 10-9  | Almazbek Raimkulov (KGZ) · 2-12 | kiesett           | kiesett           | kiesett           | 9.       |
| Francisco Calderón | Váltósúly   | erőnyerő                       | Oleg Szaitov (RUS) · 1-15       | kiesett           | kiesett           | kiesett           | 9.       |

## Sportlövészet
Férfi
| Versenyző            | Versenyszám     | Selejtező | Selejtező | Döntő   | Döntő    |
| Versenyző            | Versenyszám     | Pont      | Helyezés  | Pont    | Helyezés |
| -------------------- | --------------- | --------- | --------- | ------- | -------- |
| Andrés Felipe Torres | Futócéllövészet | 573       | 7.**      | kiesett | kiesett  |
| Danilo Caro          | Trap            | 115       | 5.***     | kiesett | kiesett  |
| Danilo Caro          | Dupla trap      | 120       | 23.*      | kiesett | kiesett  |

Női
| Versenyző      | Versenyszám   | Selejtező | Selejtező | Döntő   | Döntő    |
| Versenyző      | Versenyszám   | Pont      | Helyezés  | Pont    | Helyezés |
| -------------- | ------------- | --------- | --------- | ------- | -------- |
| Adriana Rendón | Légpisztoly   | 381       | 11.****   | kiesett | kiesett  |
| Adriana Rendón | Sportpisztoly | 568       | 32.       | kiesett | kiesett  |

* - egy másik versenyzővel azonos eredményt ért el

** - két másik versenyzővel azonos eredményt ért el

*** - három másik versenyzővel azonos eredményt ért el

**** - négy másik versenyzővel azonos eredményt ért el

## Súlyemelés
Férfi
| Versenyző     | Versenyszám | Szakítás | Szakítás | Lökés    | Lökés    | Összesen | Helyezés |
| Versenyző     | Versenyszám | Eredmény | Helyezés | Eredmény | Helyezés | Összesen | Helyezés |
| ------------- | ----------- | -------- | -------- | -------- | -------- | -------- | -------- |
| Nelson Castro | 56 kg       | 115,0    | 10.*     | 145,0    | 11.*     | 260,0    | 11.      |

Női
| Versenyző            | Versenyszám | Szakítás | Szakítás | Lökés    | Lökés    | Összesen | Helyezés |
| Versenyző            | Versenyszám | Eredmény | Helyezés | Eredmény | Helyezés | Összesen | Helyezés |
| -------------------- | ----------- | -------- | -------- | -------- | -------- | -------- | -------- |
| María Isabel Urrutia | 75 kg       | 110,0    | 1.*      | 135,0    | 3.*      | 245,0    |          |
| Carmenza Delgado     | +75 kg      | 115,0    | 4.*      | 145,0    | 3.*      | 260,0    | 4.       |

* - egy másik versenyzővel azonos eredményt ért el

## Taekwondo
Férfi
| Versenyző     | Versenyszám | Selejtező            | Negyeddöntő                         | Elődöntő                   | Vigaszág negyeddöntő | Vigaszág elődöntő            | Bronz- mérkőzés   | Döntő             | Helyezés |
| Versenyző     | Versenyszám | Ellenfél Eredmény    | Ellenfél Eredmény                   | Ellenfél Eredmény          | Ellenfél Eredmény    | Ellenfél Eredmény            | Ellenfél Eredmény | Ellenfél Eredmény | Helyezés |
| ------------- | ----------- | -------------------- | ----------------------------------- | -------------------------- | -------------------- | ---------------------------- | ----------------- | ----------------- | -------- |
| Milton Castro | Nehézsúly   | Zhu Feng (CHN) · 6-5 | Aléxandrosz Nikolaídisz (GRE) · 2-0 | Daniel Trenton (AUS) · 2-8 |                      | Háled ed-Dószari (KSA) · 2-3 | kiesett           |                   | 5.       |

## Tenisz
Női
| Versenyző                    | Versenyszám | 64-es főtábla                         | 32-es főtábla                                                            | Nyolcaddöntő                             | Negyeddöntő       | Elődöntő          | Bronz- mérkőzés   | Döntő             | Helyezés |
| Versenyző                    | Versenyszám | Ellenfél Eredmény                     | Ellenfél Eredmény                                                        | Ellenfél Eredmény                        | Ellenfél Eredmény | Ellenfél Eredmény | Ellenfél Eredmény | Ellenfél Eredmény | Helyezés |
| ---------------------------- | ----------- | ------------------------------------- | ------------------------------------------------------------------------ | ---------------------------------------- | ----------------- | ----------------- | ----------------- | ----------------- | -------- |
| Fabiola Zuluaga              | Egyes       | Amélie Mauresmo (FRA) · 6–3, 3–6, 6–2 | Els Callens (BEL) · 6–3, 6–2                                             | Arantxa Sánchez Vicario (ESP) · 2–6, 0–6 | kiesett           | kiesett           | kiesett           | kiesett           | 9.       |
| Mariana Mesa Fabiola Zuluaga | Páros       |                                       | Thaiföld (THA) · Benjamas Sangaram · Tamarine Tanasugarn · 6–7, 7–5, 4–6 | kiesett                                  | kiesett           | kiesett           | kiesett           | kiesett           | 17.      |

## Triatlon
| Versenyző     | Versenyszám | 1,5 km úszás | Depózás 1 | 40 km kerékpározás | Depózás 2 | 10 km futás | Összesítés | Összesítés |
| Versenyző     | Versenyszám | Idő          | Idő       | Idő                | Idő       | Idő         | Idő        | Helyezés   |
| ------------- | ----------- | ------------ | --------- | ------------------ | --------- | ----------- | ---------- | ---------- |
| María Morales | Női         | 22:14,77     | 29,81     | 1:12:07,60         | 26,00     | 38:25,20    | 2:13:43,38 | 37.        |

## Úszás
Férfi
| Versenyző          | Versenyszám  | Előfutam | Előfutam | Előfutam | Elődöntő | Elődöntő | Elődöntő | Döntő   | Döntő    |
| Versenyző          | Versenyszám  | Idő      | Hely.    | Össz.    | Idő      | Hely.    | Össz.    | Idő     | Helyezés |
| ------------------ | ------------ | -------- | -------- | -------- | -------- | -------- | -------- | ------- | -------- |
| Camilo Becerra     | 50 m gyors   | 23,63    | 5.       | 44.      | kiesett  | kiesett  | kiesett  | kiesett | kiesett  |
| Fernando Jácome    | 100 m gyors  | 52,24    | 5.*      | 47.*     | kiesett  | kiesett  | kiesett  | kiesett | kiesett  |
| Fernando Jácome    | 200 m gyors  | 1:54,17  | 5.       | 34.      | kiesett  | kiesett  | kiesett  | kiesett | kiesett  |
| German Martínez    | 100 m hát    | 59,94    | 3.       | 50.      | kiesett  | kiesett  | kiesett  | kiesett | kiesett  |
| Alejandro Bermúdez | 200 m hát    | 2:03,43  | 5.       | 28.      | kiesett  | kiesett  | kiesett  | kiesett | kiesett  |
| Alejandro Bermúdez | 400 m vegyes | 4:29,42  | 8.       | 35.      |          |          |          | kiesett | kiesett  |

Női
| Versenyző       | Versenyszám | Előfutam | Előfutam | Előfutam | Elődöntő | Elődöntő | Elődöntő | Döntő   | Döntő    |
| Versenyző       | Versenyszám | Idő      | Hely.    | Össz.    | Idő      | Hely.    | Össz.    | Idő     | Helyezés |
| --------------- | ----------- | -------- | -------- | -------- | -------- | -------- | -------- | ------- | -------- |
| Isabel Ceballos | 100 m mell  | 1:11,90  | 2.       | 26.      | kiesett  | kiesett  | kiesett  | kiesett | kiesett  |
| Isabel Ceballos | 200 m mell  | 2:34,09  | 1.       | 25.      | kiesett  | kiesett  | kiesett  | kiesett | kiesett  |

* - egy másik versenyzővel azonos eredményt ért el

## Vívás
Férfi
| Versenyző      | Versenyszám       | Selejtező                    | 32-es főtábla                | Nyolcaddöntő            | Negyeddöntő       | Elődöntő          | Bronz- mérkőzés   | Döntő             | Helyezés |
| Versenyző      | Versenyszám       | Ellenfél Eredmény            | Ellenfél Eredmény            | Ellenfél Eredmény       | Ellenfél Eredmény | Ellenfél Eredmény | Ellenfél Eredmény | Ellenfél Eredmény | Helyezés |
| -------------- | ----------------- | ---------------------------- | ---------------------------- | ----------------------- | ----------------- | ----------------- | ----------------- | ----------------- | -------- |
| Mauricio Rivas | Párbajtőr, egyéni | Nick Heffernan (AUS) · 15-10 | Kaido Kaaberma (EST) · 15-13 | I Szanggi (KOR) · 13-15 | kiesett           | kiesett           | kiesett           | kiesett           | 14.      |

Női
| Versenyző             | Versenyszám       | Selejtező                 | 32-es főtábla     | Nyolcaddöntő      | Negyeddöntő       | Elődöntő          | Bronz- mérkőzés   | Döntő             | Helyezés |
| Versenyző             | Versenyszám       | Ellenfél Eredmény         | Ellenfél Eredmény | Ellenfél Eredmény | Ellenfél Eredmény | Ellenfél Eredmény | Ellenfél Eredmény | Ellenfél Eredmény | Helyezés |
| --------------------- | ----------------- | ------------------------- | ----------------- | ----------------- | ----------------- | ----------------- | ----------------- | ----------------- | -------- |
| Ángela María Espinosa | Párbajtőr, egyéni | Sophie Lamon (SUI) · 9-15 | kiesett           | kiesett           | kiesett           | kiesett           | kiesett           | kiesett           | 35.      |